# Stefan Elmgren

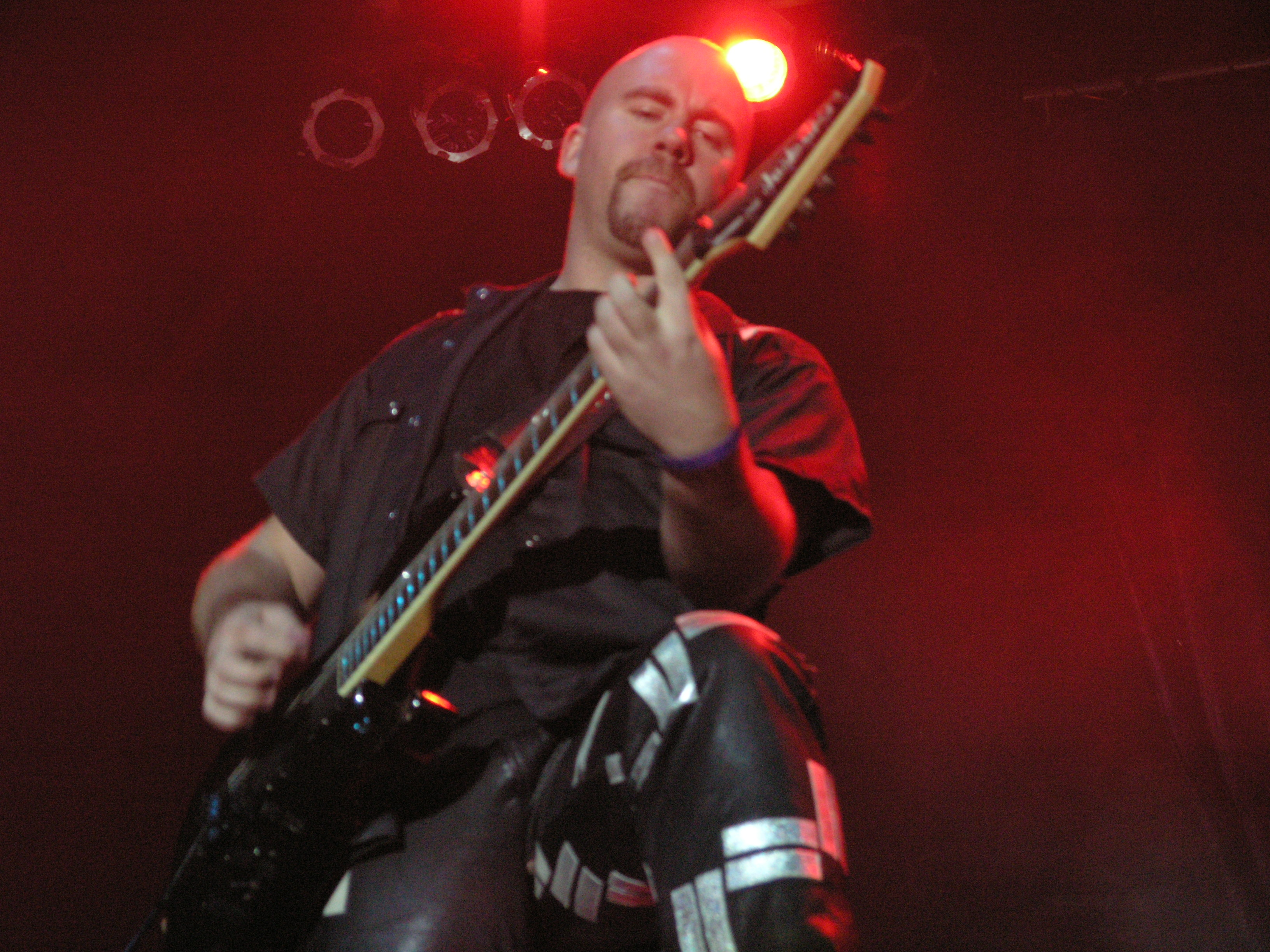
Stefan Elmgren med Hammerfall 2007

Stefan Elmgren, född 17 maj 1974, spelade gitarr och var körsångare i det svenska heavy/power metal-bandet Hammerfall fram till 2008. Den 2 april 2008 lämnade han bandet för att bli pilot. Dock återvände han tillfälligt till bandet som basist under deras turné 2014 då den nuvarande basisten Fredrik Larsson var föräldraledig. Numera spelar han även i bandet Full Force.